# Layer by Layer
Layer by Layer (hay còn gọi là phương pháp từng lớp, còn được gọi là phương pháp dành cho người mới bắt đầu) là một phương pháp giải khối Rubik 3x3x3. Nhiều phương pháp dành cho người mới bắt đầu sử dụng một phần của phương pháp này và phương pháp CFOP cũng dựa trên phương pháp này.

## Lịch sử
Mặc dù không rõ ai đã đề xuất phương pháp này, nhưng hướng dẫn chi tiết đầu tiên về phương pháp từng lớp được David Singmaster ghi trong cuốn sách năm 1980 Ghi chú về "Magic Cube" của Rubik. Ý tưởng tương tự cũng được James G. Nourse áp dụng trong cuốn sách The Simple Solution to Rubik's Cube, cuốn sách này đã trở thành cuốn sách bán chạy nhất năm 1981, và các phương pháp tương tự có thể được tìm thấy trong Làm chủ khối lập phương của Don Taylor và giải khối lập phương của Cyril Östrop cùng thời.

## Phương pháp
Phương pháp bắt đầu bằng việc tạo một chữ thập (Cross) trên một mặt, đảm bảo rằng tất cả các màu cạnh khớp với màu trung tâm liền kề (bước 1 trong sơ đồ bên dưới), sau đó đưa các góc vào vị trí giữa các cạnh (bước 2). Đến lúc đó, một tầng sẽ được giải. Bước 3 giải các cạnh của tằng giữa. Sau khi làm xong ba bước đầu, hai tầng đầu tiên (F2L) đã được giải. Trong bước 4, một chữ thập có màu đối lập được giải trên tầng cuối cùng. Đối với bước 5, các cạnh của tầng cuối cùng được hoán vị (đổi chỗ cho nhau). Trong bước 6, các góc của lớp cuối cùng được hoán vị. Cuối cùng, các góc của tầng cuối cùng được định hướng.

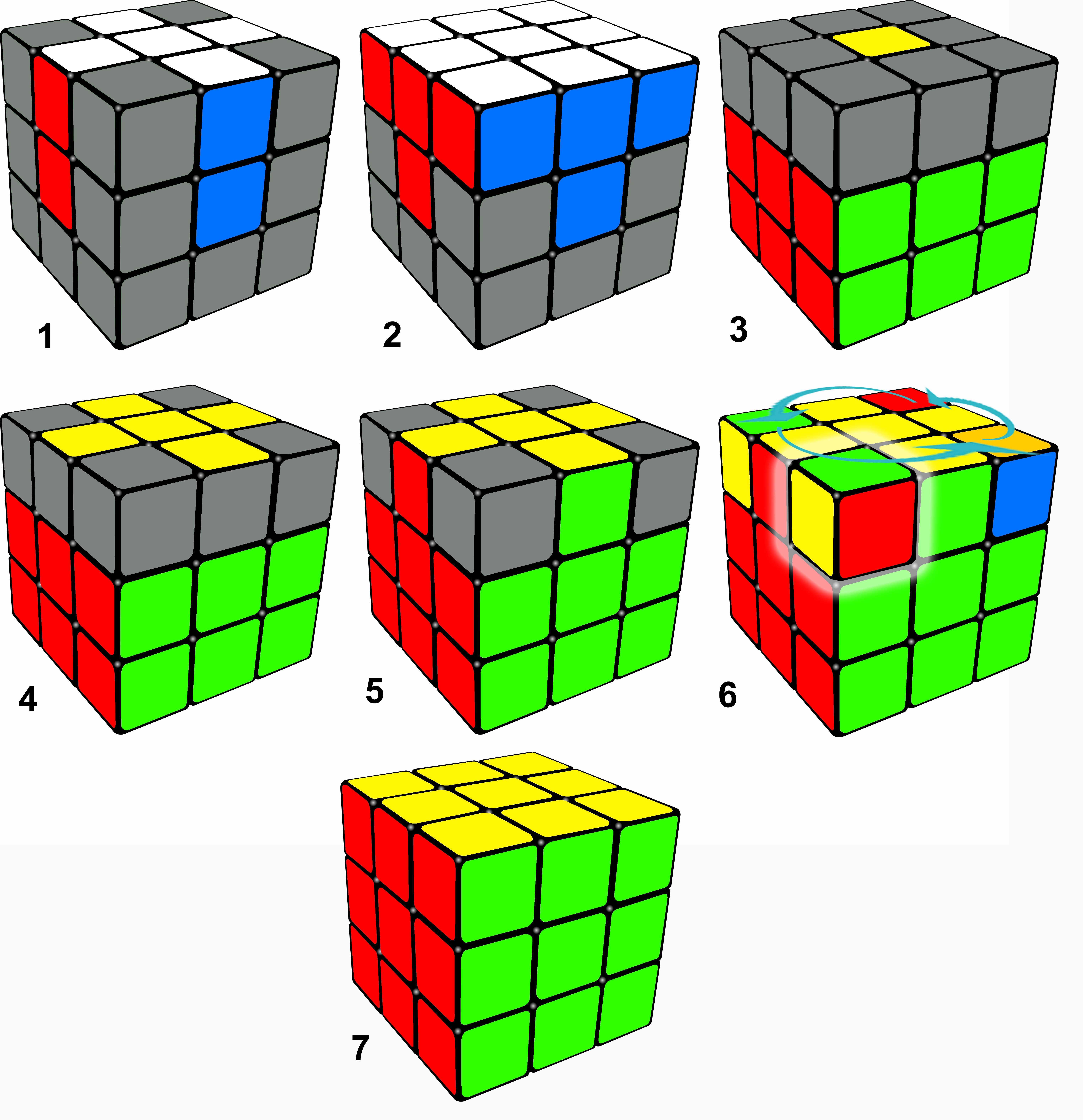
Tổng quan về phương pháp từng lớp cho Khối lập phương Rubik. Khối lập phương đã được lật ở bước thứ ba.

Hầu hết các phương pháp Layer by Layer cho người mới giải hai lớp đầu tiên bằng cách sử dụng cùng một cách. Tuy nhiên, có nhiều biến thể cho lớp cuối cùng, tùy thuộc vào việc giải các góc hoặc cạnh trước. Ví dụ:
1. Lớp trên cùng "chữ thập vàng": F' L' U L U' F hoặc F R U R' U 'F'
2. Góc trên cùng bên trái: D L D' L' / góc phải: D' R' D R
3. Cạnh phải lớp giữa: U R U 'R' U' F' U F / Cạnh trái: U' L' U L U F U 'F'
4. Các cạnh của lớp cuối cùng: R U R' U R U U R'
5. Các góc của lớp cuối cùng: U R U' L' U R' U' L
6. Hoàn thiện khối lập phương: R' D' R D

## Phương pháp CFOP
Phương pháp CFOP, được phát triển bởi Jessica Fridrich và những người khác vào những năm 1980, tương tự như phương pháp từng lớp chia câu đố thành các lớp để giải. Tuy nhiên, phương pháp này sử dụng nhiều thuật toán hơn nhiều so với phương pháp của người mới bắt đầu.